# Lopérec
Lopérec település Franciaországban, Finistère megyében. Lakosainak száma 832 fő (2022. január 1.). Lopérec Saint-Rivoal, Brasparts, Hanvec, Pleyben, Saint-Ségal, Sizun és Pont-de-Buis-lès-Quimerch községekkel határos.

## Népesség
A település népességének változása:
| Lakosok száma | 943  | 674  | 723  | 812  | 835  | 850  | 859  | 874  | 877  | 832  |
|               | 1968 | 1982 | 1990 | 2006 | 2013 | 2015 | 2017 | 2019 | 2020 | 2022 |